# Welp Holding
Die Welp Holding GmbH ist die Muttergesellschaft der Welp Group, einem Entwicklungsdienstleister und Zulieferer für Spritzgusswerkzeuge und Kunststoff- und Metallbauteile mit Sitz in Georgsmarienhütte. Darüber hinaus stellt die Welp Group auf Basis von Geländewagen, Transportern und Limousinen zivile Schutzfahrzeuge und Sonderfahrzeuge her.
Im Geschäftsjahr 2023 beschäftigte die Welp Group durchschnittlich 823 Mitarbeiter und erwirtschaftete einen Umsatz von 127 Millionen Euro.

## Geschichte

### Gründung und Wachstum
1979 gründete der Maschinenbauingenieur Josef A. Marold in Osnabrück die Planungsgesellschaft für Automobil- und Maschinenbau mbH (pgam). Das Unternehmen war im Bereich der technischen Konstruktion im Automobil- und Maschinenbau tätig.
1986 verlegte pgam seinen Sitz nach Georgsmarienhütte. Zu diesem Zeitpunkt standen mehr als 100 CAD-Arbeitsplätze zur Verfügung. Im selben Jahr wurde eine eigene Fertigungshalle in Betrieb genommen.
In den folgenden Jahren wurden die Fertigungseinrichtungen erweitert, unter anderem um einen Werkzeugbau für Prototypenwerkzeuge zur Blechumformung und für Vorserienspritzgießformen. In diesem Zusammenhang erfolgte die Umwandlung in die pgam advanced technologies AG. Zudem wurde 1999 eine Tochtergesellschaft im Vereinigten Königreich gegründet: die pgam advanced technologies Limited, UK.
Im Jahr 2000 übernahm das Unternehmen die Wendler Karosseriebau GmbH. Damit wurde die Herstellung von Sonder- und Sonderschutzfahrzeugen Teil des Unternehmensverbunds.

### Börsengang
Mit dem Börsengang im September 2000 wurden erstmals Unternehmensanteile der pgam advanced technologies AG am Neuen Markt der Deutschen Börse gehandelt. Dabei kamen 2,7 Millionen Aktien zur Ausgabe. Bereits wenige Monate später, im Dezember 2000, leitete Josef A. Marold den Rückkauf der Unternehmensanteile ein und verfügte bis Mai 2001 wieder über die Mehrheit der Aktien. Nach der Ankündigung der Deutschen Börse im Jahr 2002, den Neuen Markt bis Ende 2003 aufzulösen, erfolgte der Wechsel von pgam in den geregelten Markt.
Im Zuge der weiteren Unternehmensentwicklung wurde im Januar 2004 die IndiKar Individual Karosseriebau GmbH mit Sitz in Wilkau-Haßlau gegründet.
Im Frühjahr 2005 kam es zur Insolvenz der pgam advanced technologies AG. Im September wurde pgam daraufhin von der ebenfalls von Josef Marold gegründeten Farmingtons Group mit Sitz in Georgsmarienhütte übernommen.
Nach dem Tod von Josef A. Marold am 24. September 2008 übernahm Nina Welp die Leitung der Unternehmensgruppe.

### Umfirmierung zur Welp Group und weitere Expansion
2014 erfolgte eine Umbenennung der Unternehmensgruppe: Aus der bisherigen Farmingtons Group wurde die Welp Group.
2018 übernahm die Welp Group die Dressel + Höfner GmbH & Co. KG in Neustadt bei Coburg sowie die Dressel + Höfner International S.R.L. in Medias, Rumänien. Die übernommenen Unternehmen stellten vorrangig Kunststoffkomponenten für die Automobilindustrie sowie Produkte für die Haushalts- und Unterhaltungselektronik her.
Im Zuge wachsender Produktionsanforderungen wurde 2019 der Standort Georgsmarienhütte um eine weitere Halle mit 6.000 Quadratmetern Fläche erweitert. Im selben Jahr trat Ronald Gerschewski als Mitgesellschafter in die Welp Holding GmbH ein und übernahm gemeinsam mit Nina Welp die Leitung der Unternehmensgruppe.
2022 entwickelte die Unternehmensgruppe ein Sonderschutzfahrzeug namens Talos auf Basis des Toyota Land Cruiser 300. Ein Jahr später eröffnete eine neue Produktionsstätte in Hérimoncourt, Frankreich.

## Unternehmensstruktur
Die Welp Holding GmbH ist die Muttergesellschaft der Welp Group und hat ihren Sitz in Georgsmarienhütte. Weitere Standorte befinden sich in Wilkau-Haßlau (Zwickau), Neustadt bei Coburg, Kranzberg bei München, Medias, Hérimoncourt und Solihull.

### Tochterunternehmen
- Farmingtons Automotive GmbH – Georgsmarienhütte
- IndiKar Individual Karosseriebau GmbH – Wilkau-Haßlau und Kranzberg bei München
- Dressel + Höfner Automotive GmbH – Neustadt
- S.C. Dressel + Höfner International S.R.L. – Medias, Rumänien
- Welp France SAS – Hérimoncourt, Frankreich
- SCI Welp France Properties – Hérimoncourt, Frankreich
- Welp Group UK Ltd. – Solihull, England
- Dressel + Höfner Beteiligungen GmbH – Georgsmarienhütte
- SMS Special Mobility Services GmbH – Georgsmarienhütte
- Farmingtons Property GmbH – Georgsmarienhütte[1]

### Ballistisches Beschusslabor
Am Standort Wilkau-Haßlau betreibt die Unternehmensgruppe ein ballistisches Beschusslabor zur Untersuchung von Schutzmaterialien und -komponenten. Das Labor wird sowohl für unternehmenseigene Prüfungen als auch von externen Auftraggebern genutzt. Getestet werden unter anderem Produkte aus Glas, Metall, Verbundwerkstoffen sowie Munition. Im Labor werden Fahrzeuge mit verschiedenen Waffentypen beschossen, bevor die entsprechenden Materialien und Komponenten vom staatlichen Beschussamt geprüft werden.

## Produkte

### Dienstleistungen
Seit 1979 erbringt die Unternehmensgruppe Entwicklungsdienstleistungen für die Automobilindustrie sowie für weitere Branchen. Entwickelt werden unter anderem Interieur- und Exterieurbauteile.
Im Bereich Werkzeugbau werden Werkzeuge für die Serien- und Kleinserienproduktion konstruiert und gefertigt. Diese werden hauptsächlich für große Bauteile eingesetzt, zum Beispiel für Front- und Heckbumper, Seitenschweller, Radhausschalen oder Schlossträger.
Die Kunststoffverarbeitung umfasst die Herstellung von ein- und mehrkomponentigen Spritzgussteilen in variablen Stückzahlen. Dafür stehen über 50 Maschinen mit Schließkräften von 25 bis 3.200 Tonnen zur Verfügung, einschließlich 1K-, 2K-, Hybrid-, GID-, Insert- und Outsert-Verfahren.

### Fahrzeugbau / Sondergeschützte Fahrzeuge
Im Bereich Fahrzeugbau ist die Unternehmensgruppe im Bau von Sonderfahrzeugen und sondergeschützten Fahrzeugen tätig. Welp gilt hierbei als Komplettanbieter, der die gesamte Prozesskette von der Konzeption und Vorentwicklung bis zur Produktion übernimmt. Die Schutzfahrzeuge werden in verschiedenen Sicherheitsstufen entwickelt und gefertigt, darunter auch voll gepanzerte Fahrzeuge mit militärischer Schutzklassifizierung sowie Fahrzeuge mit partieller Leichtpanzerung. Die gefertigten Fahrzeugtypen umfassen unter anderem Geländewagen, Limousinen und Nutzfahrzeuge.
1989 stellte das Unternehmen sein erstes eigenes Projekt vor; den sogenannten VW Corrado Magnum. Hierbei handelte es sich um ein Kombi-Fahrzeug basierend auf dem VW Corrado, für welches Pgam zwei verschiedene Prototypen entwickelte.
Auf der IAA in Frankfurt 2009 präsentierte IndiKar in Zusammenarbeit mit Herpa das Konzeptfahrzeug Trabant nT, ein Elektrofahrzeug basierend auf den Trabant-Modellen.
Für die Audi AG baute IndiKar 2016 basierend auf dem Audi A8 eine verlängerte Limousine namens Audi A8 L extended. Bei der Sonderanfertigung verlängerten die Ingenieure die Seitenschweller und den Mitteltunnel durch Aluminium-Strangpressprofile. Die Gesamtlänge des Fahrzeugs betrug 6,36 Meter.
2021 baute die Unternehmensgruppe für den französischen Präsidenten Emmanuel Macron ein Einzelunikat unter dem Namen DS 7 Crossback Élysée. Dieses Fahrzeug basiert auf dem DS 7 Crossback und wurde gemeinsam mit Stellantis an die Anforderungen des Élysée-Palastes angepasst. Unter anderem wurde das Chassis auf eine Gesamtlänge von 4,79 Meter erweitert; der Radstand wurde um 20 Zentimeter auf 2,94 Meter erhöht. Das Modell verfügt zudem über blau-rote Blinklichter an der Front, 20-Zoll-Räder und eine Haifischflossenantenne für das Telekommunikationssystem. 2023 baute Welp für den französischen Markt einen DS7 Vauban, ebenfalls auf der Basis des DS 7 Crossback als Leichtpanzerung.
Im Jahr 2022 entwickelte die Unternehmensgruppe ein Sonderschutzfahrzeug namens Talos auf Basis des Toyota Land Cruiser 300. Dabei handelte es sich um die weltweit erste Zertifizierung dieses Fahrzeugs als Schutzfahrzeug. Die Zertifizierung erfolgte durch das Beschussamt München. Es wurde in den Schutzklassen VPAM BRV Edition 3 VR7 und VR9 sowie nach der NATO-Norm STANAG 4569 (AEP-55 Vol. 2) getestet und zertifiziert. Die VPAM-BRV-Zertifizierung bezieht sich auf das vollständig aufgebaute Fahrzeug, einschließlich aller sicherheitsrelevanten Komponenten, und bestätigt dessen Schutzwirkung unter realen Bedingungen.